# Tilbury (Automarke)

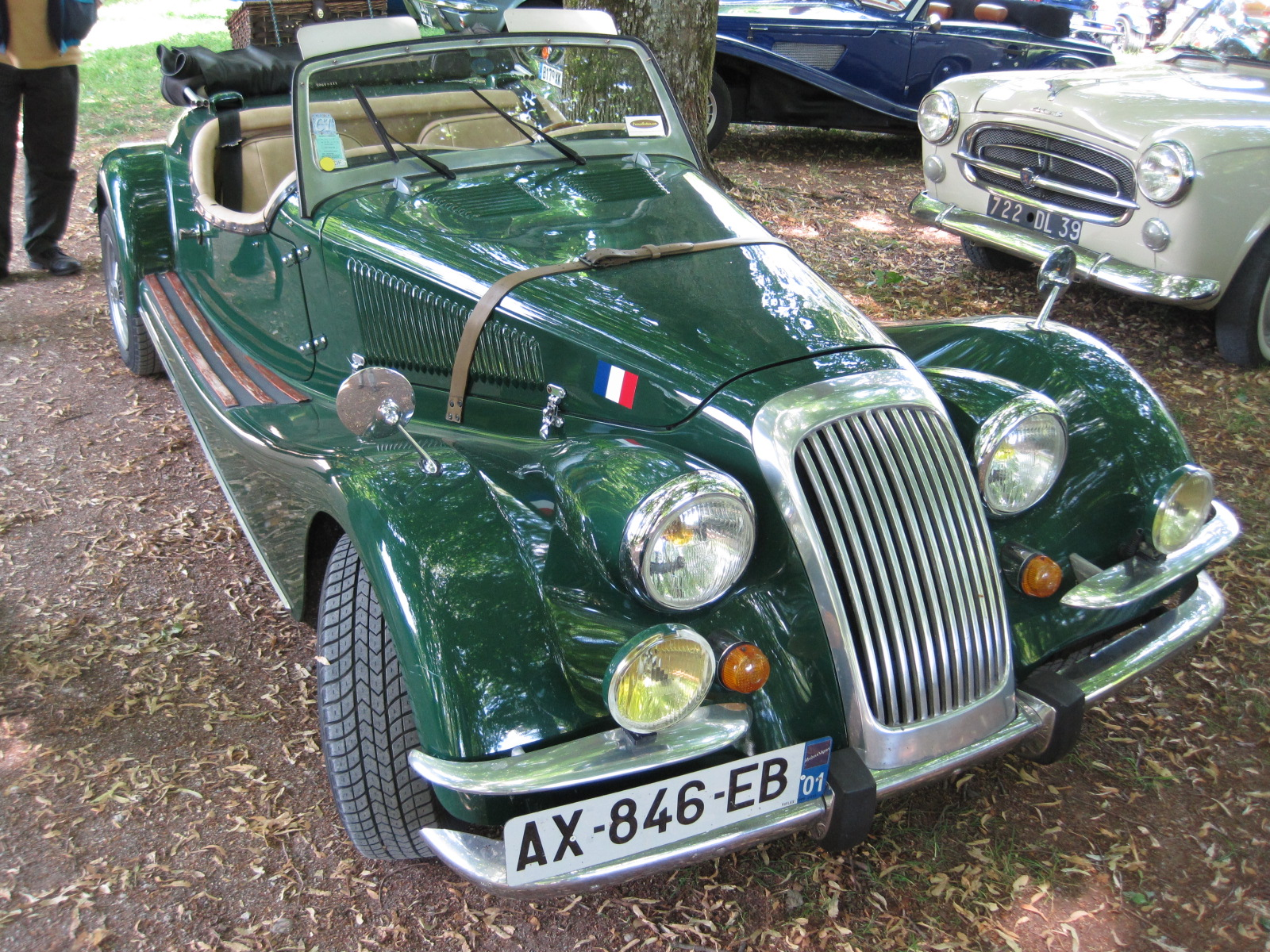
Tilbury

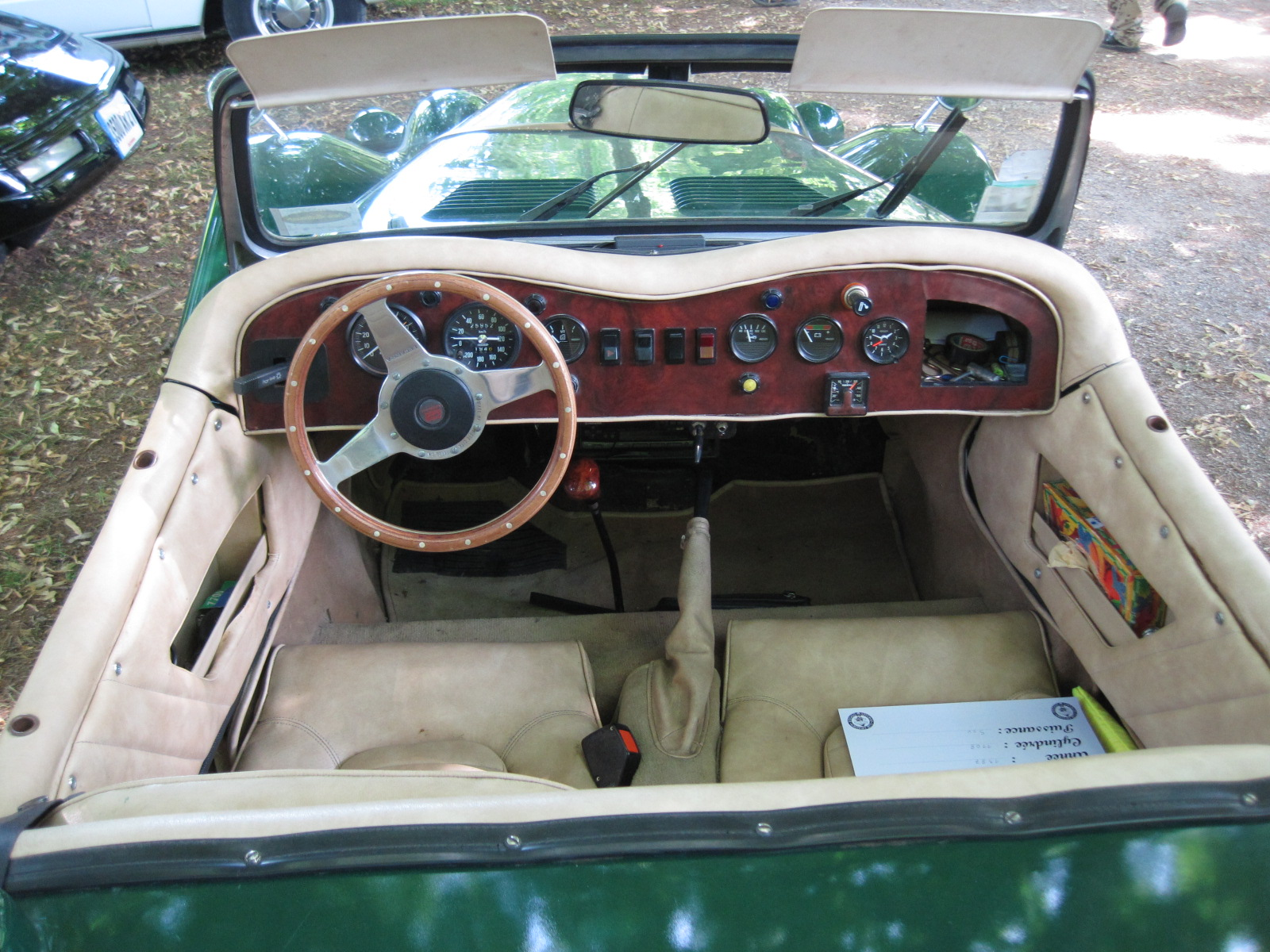
Interieur

Tilbury war eine französische Automarke. Die Fahrzeuge entstanden nacheinander bei verschiedenen Unternehmen.

## Geschichte
Das Unternehmen Style et Mécanique Sportive aus Coignières begann 1986 mit der Produktion von Automobilen. Der Markenname lautete Tilbury. Die Fahrzeuge waren sowohl komplett als auch als Kit erhältlich. La Rochelle Auto-Loisirs aus La Rochelle setzte 1988 die Produktion fort. Zwischen 1990 und 1996 fertigte Martin Automobiles aus Les Sables-d’Olonne die Fahrzeuge. Bis 1996 entstanden insgesamt 130 Exemplare. Bisher letzter Hersteller war bis 2005 Vibraction aus Roanne.

## Fahrzeuge
Das einzige Modell war ein Roadster im Stile der 1930er Jahre, entworfen von Yves Charles. Die Basis bildete das Fahrgestell des Renault 4. Darauf wurde eine Karosserie aus Kunststoff montiert. Martin Automobiles brachte eine überarbeitete Version heraus, die mit vielen Teilen vom Renault 5 ausgestattet war. Vibraction entwickelte 1998 eine Version mit Teilen von Peugeot.